# Кузик Роман Євгенович
Роман Євгенович Кузик (нар. 7 червня 1989, Львів) — український професіональний футболіст, колишній захисник львівських «Карпат».

## Кар'єра гравця
Роман Кузик народився 7 червня 1989 року у Львові. Вихованець молодіжної академії львівських «Карпат». З 2006 по 2009 роки перебував у структурі «Карпат», але за головну команду львів'ян так і не зіграв жодного поєдинку. Натомість грав за дублюючий склад команди, у складі якої в першості дублерів зіграв 20 матчів. Також виступав за фарм-клуб львівської команди, «Карпати-2», у складі яких зіграв 47 матчів та забив 2 м'ячі. У 2009 році залишив «Карпати».
У 2012 році зіграв 7 матчів та забив 3 м'ячі в складі аматорського клубу ФК «Чорнушовичі», який на той час виступав у третій лізі чемпіонату Львівської області. Того сезону команда посіла 8-ме місце та вилетіла з обласних змагань. У 2013 році Роман продовжив свої виступи за команду, але тепер вже у чемпіонаті Пустомитівського району з футболу, в якому зіграв 6 поєдинків.